# Kőfejtő gejzírürege
A Kőfejtő gejzírürege részben lefejtett barlang, amely a Tihanyi-félszigeten található. A barlangrom a Balaton-felvidéki Nemzeti Park területén helyezkedik el.

## Leírás
Az Aranyháztól kb. 200 m-re DNy-ra lévő és majdnem teljesen lefejtett, kis méretű forráskúp maradványában található. A Belső-tótól mintegy 500 m-re D-re, kb. 160 m tengerszint feletti magasságban van.
A barlangrom mai méretei egyeznek a Halász Árpád által közölt adatokkal, csak a cserjék sűrű szövevénye tette még kevésbé hozzáférhetővé. A vegetáció kb. 50 év óta növi be, mert a Pávai-Vajna Ferenc által közölt fényképen még növénymentes. A barlangmaradványban ugyan oldásnyomokat már nem sikerül felismerni, de néhány mm-es, nagyjából gömbös formájú mészkonkréciók sokaságát igen. E mészkonkréciók nagyon hasonlítanak a hideg vízi borsókövekhez. Feltételezhető, hogy a barlang kialakulásának volt hideg vízi fázisa is. A kör alaprajzú barlangmaradvány kitöltésének feltárása talán újabb ismereteket is adna. Csekély jelentőségű barlangrom.
1987-ben volt először Kőfejtő gejzírürege néven említve a barlang az irodalmában. Előfordul az üreg az irodalmában 3/2-barlang (Eszterhás 1984), 3/4-barlang (Eszterhás 1987), Aranyház szomszédságában lebontott gejzírkúp ürege (Eszterhás 1987), az Aranyház szomszédságában lebontott gejzirkup ürege (Eszterhás 1984), Kőfejtő gejziritürege (Eszterhás 1989), Kőfejtő gejzirürege (Eszterhás 1983), Tihanyi kőfejtő gejzirürege (Bertalan 1958), Tihanyi Kőfejtő gejzirürege (Eszterhás 1984) és Tihanyi kőfejtő gejzírürege (Kordos 1984) neveken is.

## Kutatástörténet
A barlangot, helyesebben annak romját először, 1931-ben Pávai-Vajna Ferenc említette. Ő azt írta, hogy a félig lebontott gejzírkúp ürege tölcsérszerű, melyben oldási nyomok vannak. Az írásához fényképet mellékelt a barlangromról. Bertalan Károly a lefejtés előrehaladottabb állapotáról számolt be (1958, 1972). Részben lefejtették az üreget, roncsa még látható volt az 1930-as években. Halász Árpád 1967-ben vizsgálódásának ideje szerinti méretét is megadta. Kb. 1 m magas, 1 m mély és 5 m széles az üreg.
Az 1976-ban befejezett, Magyarország barlangleltára című kéziratban az olvasható, hogy Tihanyban, az Aranyház mellett lévő, kőfejtéssel megbontott forráskúpban, hidrokvarcitban van a hidrotermális eredetű üreg. El van zárva odagördített sziklákkal. A kézirat üregre vonatkozó része 4 tanulmány alapján lett írva. Eszterhás István 1983-ban kutatta az üreget. Az 1984-ben megjelent, Magyarország barlangjai című könyv országos barlanglistájában szerepel az üreg Tihanyi kőfejtő gejzírürege néven. A listához kapcsolódóan látható a Déli-Bakony, a Balaton-felvidék és a Keszthelyi-hegység barlangjainak földrajzi elhelyezkedését bemutató 1:500 000-es méretarányú térképen az üreg földrajzi elhelyezkedése.
Az 1984-ben kiadott, Lista a Bakony barlangjairól című összeállításban Kőfejtő gejzirürege a 4463-as barlangkataszteri területen, a Tihanyi-félszigeten, Tihanyban lévő üreg neve, amelynek további nevei Tihanyi Kőfejtő gejzirürege, az Aranyház szomszédságában lebontott gejzirkup ürege és 3/2-barlang. A posztvulkánikus üreg le van fejtve és csak torzó.
Az Eszterhás István által 1989-ben írt, Magyarország nemkarsztos barlangjainak listája című kéziratban az olvasható, hogy a Bakony hegységben, a 4463-as barlangkataszteri területen, Tihanyban létezett Kőfejtő gejziritürege gejziritben alakult ki. Az egykor 5 m hosszú barlang napjainkra le lett fejtve. A listában meg van említve az a Magyarországon, nem karsztkőzetben kialakult, létrehozott 220 objektum (203 barlang és 17 mesterséges üreg), amelyek 1989. év végéig váltak ismertté. Magyarországon 40 barlang keletkezett gejziritben. Az összeállítás szerint Kordos László 1984-ben kiadott barlanglistájában fel van sorolva 119 olyan barlang is, amelyek nem karsztkőzetben jöttek létre.
Az Eszterhás István által 1993-ban írt, Magyarország nemkarsztos barlangjainak lajstroma című kéziratban az van írva, hogy a Bakony hegységben, a 4463-as barlangkataszteri területen, Tihanyban helyezkedett el a Kőfejtő gejzírürege. A gejziritben keletkezett barlang ismeretlen méretű és le van fejtve. Az összeállításban fel van sorolva az a Magyarországon, nem karsztkőzetben kialakult, létrehozott 520 objektum (478 barlang és 42 mesterséges üreg), amelyek 1993 végéig ismertté váltak. Magyarországon 40 barlang, illetve mesterségesen létrehozott, barlangnak nevezett üreg alakult ki, lett kialakítva gejziritben. A Bakony hegységben 123 barlang jött létre nem karsztkőzetben. A 2001. november 12-én készült, Magyarország nemkarsztos barlangjainak irodalomjegyzéke című kézirat barlangnévmutatójában szerepel a Kőfejtő-gejzírürege. A barlangnévmutatóban fel van sorolva 16 irodalmi mű, amelyek foglalkoznak az üreggel. A 440. tétel nem említi, a 439. tétel említi.

## További irodalom
- Bertalan Károly: Barlangok. In: Deák Margit szerk.: Magyarázó Magyarország 200.000-es földtani térképsorozatához – Veszprém L. 33–XII. A Magyar Állami Földtani Intézet kiadványa. Budapest, 1972. 21–22. old.
- Eszterhás István: A Bakony barlanglajstroma. Kézirat, 1983. (A kézirat megtalálható a Bakonyi Természettudományi Múzeumban, Zirc.)
- Eszterhás István: A Tihanyi-félsziget barlangkatasztere. Kézirat. Isztimér, 1984. (A kézirat megtalálható a Magyar Karszt- és Barlangkutató Társulat Adattárában és a KvVM Barlang- és Földtani Osztályon.) (Néhány oldallal és fényképpel bővebb, mint az 1987-es nyomtatott változat. A kéziratot csak barlangonként szétdarabolva láttam.)
- Eszterhás István: A Bakony nemkarsztos barlangjainak genotipusai és kataszteri jegyzéke. Kézirat. Budapest, 1986. Szerződéses munka az Országos Környezet- és Természetvédelmi Hivatalnak.
- Halász Árpád: Jelentés a Tihanyi-félsziget barlangjainak tanulmányozásáról. Kézirat, 1967. (A kézirat megtalálható a Magyar Karszt- és Barlangkutató Társulat Adattárban.)
- Hoffer András: Diatrémák és explóziós tölcsérek a Tihanyi-félszigeten. Földtani Közlöny, 1943. (73. köt.) 1–3. füz. 151–158. old.
- Hoffer András: A Tihanyi félsziget vulkáni képződményei. Földtani Közlöny, 1943. (73. köt.) 375–429. old.
- Pávai-Vajna Ferenc: A forró oldatok és gőzök-gázok szerepe a barlangképződésnél. Hidrológiai Közlöny, 1930. (10. köt.) 115–122. old.
- Seifert – Pávai-Vajna Ferenc: Über die Rolle heisser Lösungen, Dämpfe und Gase bei der Höhlenbildung. Mitteilungen über die Höhlen- und Karstforschung, 1937. 104. old.